# Sujiawan
Sujiawan (kinesiska: 苏家湾镇, 苏家湾) är en köping i Kina. Den ligger i provinsen Sichuan, i den sydvästra delen av landet, omkring 130 kilometer sydost om provinshuvudstaden Chengdu. Antalet invånare är 32 630. Befolkningen består av 15 546 kvinnor och 17 084 män. Barn under 15 år utgör 17,0 %, vuxna 15-64 år 69 %, och äldre över 65 år 12,0 %.
Genomsnittlig årsnederbörd är 1 330 millimeter. Den regnigaste månaden är juli, med i genomsnitt 290 mm nederbörd, och den torraste är december, med 13 mm nederbörd.